# Рихтер, Марко
Марко Рихтер (нем. Marco Richter; род. 24 ноября 1997, Фридберг, Бавария) — немецкий футболист, нападающий клуба «Майнц 05», выступающий на правах аренды за «Дармштадт 98». Участник летних Олимпийских игр 2020 в Токио.

## Клубная карьера
Рихтер — воспитанник клубов «Бавария» и «Аугсбург». В 2015 году Марко начал выступать за дублирующий состав и был лучшим его бомбардиром. 14 октября 2017 года в матче против «Хоффенхайма» он дебютировал в Бундеслиге. 4 февраля в поединке против франкфуртского «Айнтрахта» Марко забил свой первый гол за «Аугсбург».

## Международная карьера
В 2019 году в составе молодёжной сборной Германии Рихтер принял участие в молодёжном чемпионате Европы в Италии. На турнире он сыграл в матчах против команд Дании, Сербии, Австрии и Испании. В поединках против датчан и сербов Марко забил три гола.
В 2021 году в составе олимпийской сборной Германии Рихтер принял участие в летних Олимпийских играх 2020 в Токио. На турнире он сыграл в матчах против команд Бразилии, Саудовской Аравии и Кот-д’Ивуара.